# Den gode fregat Pinafore
Den gode fregat Pinafore (originaltitel: H.M.S. Pinafore; or The Lass that Loved a Sailor) er en operette i to akter med musik af Arthur Sullivan og en libretto af W.S. Gilbert. Operaen havde premiere på Opera Comique i London den 25. maj 1878 og spillede ved 571 forestillinger i træk, hvilket var den indtil da næstlængste visning af et musicalteaterstykke. H.M.S. Pinafore var Gilbert og Sullivans fjerde operasamarbejde og deres første internationale sensation.
Historien finder sted ombord på Royal Navys skib HMS Pinafore. Kaptajnens datter, Josephine, er forelsket i en matros, Ralph Rackstraw, men hendes far ønsker, at hun skal gifte sig med Sir Joseph Porter, First Lord of the Admiralty. Hun adlyder først sin fars ønske, men Sir Josephs tale for lighed blandt mennesker får Ralph og Josephine til at omstyrte den konventionelle sociale orden. De erklærer hinanden deres kærlighed og planlægger til sidst at stikke af sammen. Kaptajnen får nys om planen, men som i mange af Gilbert og Sullivan-operaerne ændrer tingene sig dramatisk mod slutningen af historien.som følge af en overraskende afsløring 
Med inspiration fra flere af sine tidligere "Bab Ballad"-digte lod Gilbert plottet gennemsyre af munterhed og absurditet. Operaens humor fokuserer på kærlighed mellem medlemmer af forskellige samfundsklasser og gør grin med det britiske klassesystem. Pinafore gør også grin med patriotisme, partipolitik, den britiske flåde og ukvalificerede menneskers vej til magtpositioner. Stykkets titel anvender komisk navnet på en beklædningsgenstand til piger og kvinder (et forklæde, på engelsk: "Pinafore") for det frygtindgydende symbol på et krigsskib.
Pinafores' popularitet i Storbritannien, Amerika og andre steder blev efterfulgt af en lignende succes med en række Gilbert og Sullivan-værker. Deres værker, senere kendt som Savoy-operaerne, dominerede den musikalske scene på begge sider af Atlanten i mere end et årti og opføres fortsat i dag. Strukturen og stilen i disse operetter, især Pinafore, blev flittigt kopieret og bidrog væsentligt til udviklingen af moderne musical.
Stykket er med stor succes opført flere gange i Danmark på bl.a. Det Kongelige Teater.

## Opførelser i Danmark
Operetten blev opført første gang i Danmark den 18. februar 1888 på Nørrebro Teater som Briggen Pinafore. Stykket var justeret til kun en akt og således, at det passede til blot seks skuespillere. 
Stykket er opført flere gange siden i Danmark og fik den 10. december 1955 premiere på Det Kongelige Teater som Den gode fregat Pinafore i en opsætning med de originale to akter. 
Ved opsætningen på Det Kongelige Teater medvirkede bl.a. John Price som	Kaptajn Corcoran, Jørgen Reenberg som overadmiral Sir Joseph Porter, Lise Ringheim som Josephine, kaptajnens datter og Poul Reichhardt som letmatros Ralph Rackstraw.
Jørgen Reenbergs fremførsel af Admiralens Vise (originaltitel "When I was a Lad", der gør grin med, hvorledes inkompetente personer stiger i graderne) blev hurtigt en landeplage. Visen fik nyt liv i 1983, da pop-gruppen Tv·2 fik sit gennembrud med en pastiche over visen i sagen "Popmusikerens vise" på albummet Beat.
Danmarks Radio producerede i 1970 en tv-film instrueret af John Price H.M.S. Pinafore med en filmatisering af operetten med Buster Larsen som Pinafores kaptajn, Birgitte Price som Josephine og Ulf Pilgaard som Admiralen.